# Fairmont (Oklahoma)
Fairmont es un pueblo ubicado en el condado de Garfield en el estado estadounidense de Oklahoma. En el año 2010 tenía una población de 134 habitantes y una densidad poblacional de 191,43 personas por km².

## Geografía
Fairmont se encuentra ubicado en las coordenadas 36°21′19″N 97°42′18″O / 36.35528, -97.70500 (36.355411, -97.704931).

## Demografía
Según la Oficina del Censo en 2000 los ingresos medios por hogar en la localidad eran de $39,375 y los ingresos medios por familia eran $43,750. Los hombres tenían unos ingresos medios de $31,750 frente a los $25,417 para las mujeres. La renta per cápita para la localidad era de $18,111. Alrededor del 5.8% de la población estaban por debajo del umbral de pobreza.